# Донецко-Юрьевское металлургическое общество
Донецко-Юрьевское металлургическое Общество (ДЮМО) — промышленная компания, учрежденная царским указом от 14 марта 1887 г. Правление общества размещалось в центральной части Санкт-Петербурга по адресу: Большая Конюшенная ул., д. 27/29, а первые заводы — в Петровском районе по Большой Зеленина улице. До национализации ДЮМО принадлежали Юрьевский железоделательный завод на Донбассе (1896), Петербургский завод прецизионных сплавов (1904), Французский завод в Царицыне (1905) и др. Конторы ДЮМО, кроме Санкт-Петербурга, имелись в Москве, Харькове, Саратове и Нижнем Новгороде.

## История Юрьевского завода ДЮМО

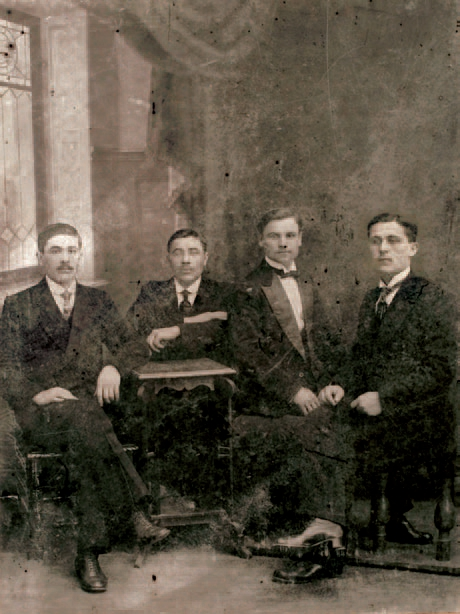
Мастера завода Донецко-Юрьевского металлургического общества (ДЮМО). п. Юрьевка (ныне г. Алчевск). 1914 г.

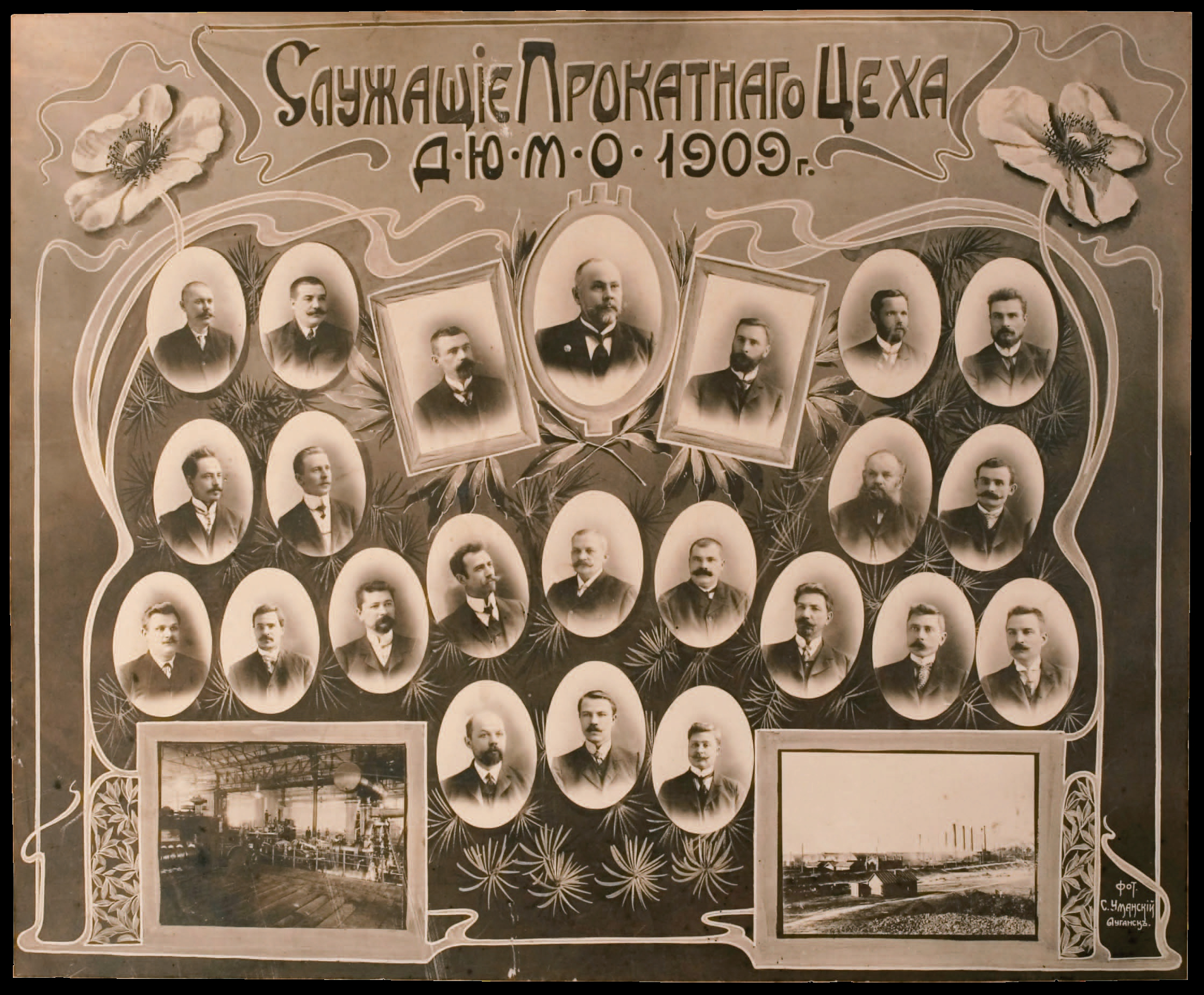
Коллективная фотография служащих прокатного цеха ДЮМО. 1909 г.

Общество учреждено в 1895 году (основной капитал — 8 млн рублей) российским промышленником и банкиром, купцом первой гильдии Алексеем Кирилловичем Алчевским совместно с горным инженером и предпринимателем Балтазаром Балтазаровичем Герберцом. Председатель Правления в 1895—1901 — А. К. Алчевский. Общество владело металлургическим заводом у станции Юрьевка на железнодорожной линии Дебальцево — Луганск. В 1896 вступила в строй первая домна, в 1899 началась выплавка мартеновской стали, сооружен прокатный стан. Завод специализировался на производстве полосового и сортового металла, по уровню технологии был одним из передовых предприятий в европейской металлургической промышленности. Кокс и уголь получал с копей Алексеевского горнопромышленного Общества.

### XX век
В финансовом отношении компания опиралась в начале своей деятельности на ресурсы Харьковского торгового и Харьковского земельного банков. После краха А. К. Алчевского в 1901 по делам общества была учреждена администрация (во главе с Санкт-Петербургским учётным и ссудным банком и банкирским домом «Э. М. Мейер и Ко»). С 1904 предприятие участвовало в синдикате «Продамет».
В 1910 контрольный пакет акций Общества перешел в руки группы французских капиталистов во главе с банкирским домом Тальмана (одновременно группа приобрела контроль в Алексеевском горнопромышленном Обществе), которая провела финансовое оздоровление и реорганизацию предприятия, уменьшив капитал с 8 до 3,2 млн рублей, затем увеличив его до 15,2 млн рублей, доведя его к 1914 до 22,1 млн рублей. Председатель Правления — П. Г. Дарси.
К 1914 ДЮМО являлось одним из крупнейших металлургических комплексов в России. В состав Общества помимо «железоделательных» заводов (годовое производство на 15 млн руб., 5000 рабочих и служащих) вошли приобретенные у Алексеевского горнопромышленного Общества каменноугольные копи (в 1913 добыто 14,3 млн пудов угля), взятый в аренду у Уральско-Волжского Общества Царицынский сталелитейный завод (годовое производство — 9 млн руб.; сталь разных сортов, кровельное и листовое железо, железнодорожные принадлежности и др.), Санкт-Петербургский железопрокатный и проволочный завод, перешедший в собственность Общества от банкирского дома «Э. М. Мейер и Ко». Во время 1-й мировой войны контроль над предприятием перешел к Н. А. Второву.
В Криворожском рудном районе общество владело рудниками Полевым, Пужмерки и Тарапаковским, управление которых находилось в местечке Кривой Рог.
Предприятие было национализировано в соответствии с Декретом СНК РСФСР от 28.06.1918.

## Факты
К. Е. Ворошилов в своих воспоминаниях писал: «Следует сказать, что завод ДЮМО был в то время как бы островком в бушующем океане экономического кризиса — здесь продолжали плавить чугун и сталь, выпускать разносортный прокат, хотя повсюду производство сворачивалось. Правда, в отличие от предыдущих лет продукция не находила сбыта. Но рабочих не увольняли. И именно поэтому здесь не чувствовались в полной мере те бедствия, которые уже катились по всей России».